# Royal Air Force March Past
Royal Air Force March Past, eller bara RAF March Past, är det brittiska flygvapnets officiella marsch men används också av flera andra flygvapen i f.d. kolonier, till exempel Kanada. 
RAF March Past skrevs av Sir Walford Davies 1918 för det nybildade Royal Air Force och är än i dag dess officiella marsch.

## Text
Denna text till sången skrevs av Davies i samband med att han komponerade den. Texten refererar till RAF:s motto "Per Ardua Ad Astra".
Through adversities we'll conquer.
Blaze into the stars,
A trail of glory
We'll live on land and sea
'Til victory is won.
Men in blue the skies are winging
In each heart one thought is ringing.
Fight for the right,
God is our might,
We shall be free.